# رودخانه پلیوسا
رودخانه پلیوسا (به انگلیسی: Plyussa River) رودخانه‌ای به‌طول ۲۸۱ کیلومتر (۱۷۵ مایل) است که در روسیه جریان دارد.